# Señora ama
Señora ama es una obra de teatro de Jacinto Benavente que fue estrenada el 22 de febrero de 1908 en el Teatro de la Princesa, de Madrid. En la temporada del estreno, se hicieron 43 representaciones.

## Argumento
Dominica es una mujer recién casada que debe soportar sistemáticamente las infidelidades de su marido Feliciano. Lo único que calma su espíritu es la certeza de que él siempre regresa con ella. Sin embargo, la noticia de su embarazo le hace recapacitar y tomar la decisión de hacer cuanto sea necesario para mantenerse absolutamente fiel en adelante.

## Representaciones destacadas
- Teatro (1908). Intérpretes: Carmen Cobeña, Francisco Morano, Josefina Álvarez Luna.
- Teatro (1924). Intérpretes: Lola Membrives, Manuel Soto,  Guadalupe Muñoz Sampedro, Matilde Rodríguez.
- Teatro (1953). Intérpretes: Lola Membrives, Rafael Rivelles, Ricardo Canales, Francisco Pierrá, Amparo Martí.
- Cine Señora ama (1955). Dirección: Julio Bracho. Intérpretes: Dolores del Río, José Suárez.
- Televisión (1980), en el espacio de TVE Estudio 1. Intérpretes: Marisa de Leza, Manuel Tejada, María Isbert, Mercedes Barranco, Mara Goyanes, Rosa Fontana, Guillermo Montesinos, Blanca Sendino, Ana María Vidal, Luis Barbero, Ricardo Alpuente, José Lara, Ángela Capilla, Antonio Medina, Paca Samper y Charo Zapardiel.